# Chatham (Massachusetts)
Pour les articles homonymes, voir Chatham.
Chatham est une municipalité civile (en) (« town ») du  comté de Barnstable (comté représentant la presqu'île du Cap Cod) au Massachusetts.
La population de la ville était de 6 625 habitants au recensement de 2000.
Chatham possède un aéroport (Chatham Municipal Airport, code AITA : CQX).

## Histoire
À l'automne 1606, sur plus de deux mois, Samuel de Champlain et Jean de Poutrincourt cherchent du sud de l’Acadie jusqu’à Cap Blanc (Cap Cod) un lieu où ils pourraient s'installer de façon permanente. Au port Fortuné (lieu actuel de Chatham, MA), une altercation avec des Amérindiens de la tribu des Nausets se solde par un massacre.

Altercation à Port Fortuné. A Le lieu ou étaient les Français faisant le pain. B Les sauvages surprenant les Français en tirant sur eux à coups de flèches. C Français brûlés par les sauvages. D Français s’enfuyant à la barque tout lardés de flèches. E Troupes de sauvages faisant brûler les Français qu’ils avaient tués. F Montagne sur le port. G Cabanes des sauvages. H Français à terre chargeant les sauvages. I Sauvages défaits par les Français. L Chaloupe où étaient les Français. M Sauvages autour de la chaloupe qui furent surpris par nos gens. N Barque du sieur de Poitrincourt. O Le port. P Petit ruisseau. Q Français tombés morts dans l’eau pensant se sauver à la barque. R Ruisseau venant de certains marécages.

## Galerie de photos

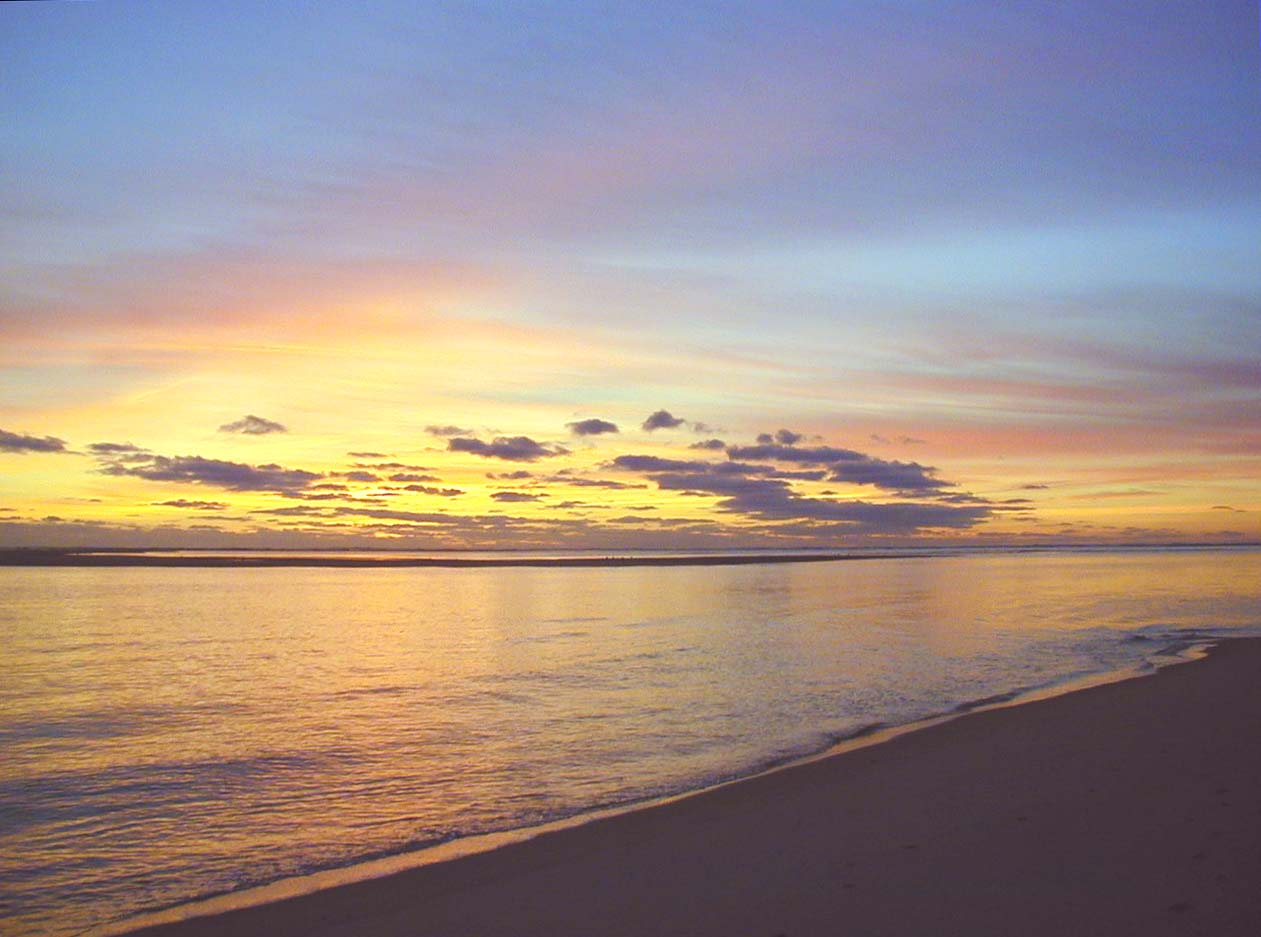
Lever de soleil sur la plage de Chatham
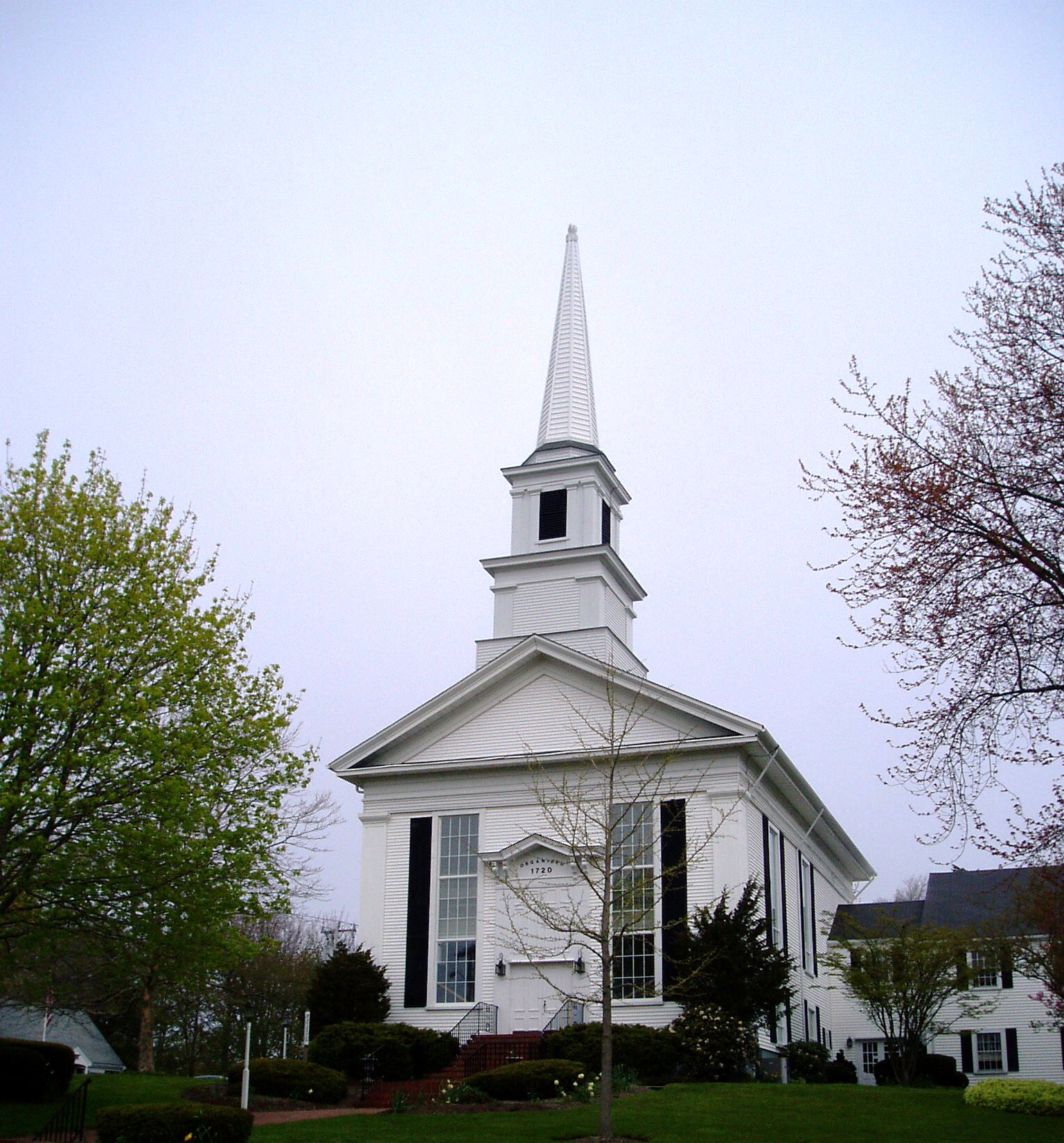
L'église de Chatham

## Personnalités liées à la municipalité civile
- Alexander Godfrey (1756-1803), un corsaire : naissance,
- Lucius D. Clay (1897-1978), un général américain : décès,